# Dicranum leucobryoides
Dicranum leucobryoides là một loài rêu trong họ Dicranaceae. Loài này được Besch. ex Müll. Hal. mô tả khoa học đầu tiên năm 1900.